# Pleuroptya violacealis
Espèce
Synonymes
- Syllepte violacealis Guillermet, 1996[1]

Pleuroptya violacealis est une espèce de lépidoptères (papillons) de la famille des Crambidae endémique de La Réunion. L'imago a une envergure d'environ 25 mm et de forme et taille, il ressemble à Herpetogramma licarsisalis, mais contrairement à cette dernière espèce, il montre un reflet violet sur ses ailes sous certaines conditions de lumière.